# Драц, Кароль Юлиуш
Кароль Юлиуш Драц (пол. Karol Juliusz Drac; 1875—1906) — пионер польской фотографии, изобретатель в области цветной фотографии.

## Биография
Ещё будучи учеником 8 класса гимназии, участвовал в движении за независимость Польши, за что в течение восьми месяцев был заключён в Варшавскую цитадель. В 1895 году был вынужден покинуть страну, чтобы получить аттестат зрелости в Пярну (теперь Эстония). В 1902 году, окончил Технологический институт в Санкт-Петербурге и получил диплом инженера.

## Исследовательская работа
Фотографией К. Драц интересовался с ранней юности, поэтому после окончания института профессионально занялся цветной фотографией. Начал с исследований по спектральному анализу, проводил расщепление солнечного света на три основных составляющих, проводил опыты с тремя взаимодополняющими фотографическими изображениями, которые в проекции давали цветную картину. При этом использовал принцип трёхцветной фотографии на основе теории Т. Юнга.
Метод К. Драца был основан исключительно на оптической системе, так называемых, негативов, полученных при одноразовой экспозиции. В 1904 году Драц закончил теоретические расчёты и проект камеры. Для реализации своего изобретения он отправился на заводы Цейсса в Йене, где получил поддержку и техническую помощь для изготовления аппарата. После возвращения в Варшаву изготовил аппарат, который назвал «хромографом». Камера была оснащена необходимыми призмами, благодаря которым, можно было экспонировать (фотографировать) одновременно три негатива.
В результате К. Драц получил три составляющих цветных картинки.
В январе 1906 года изобретатель представил свой «хромограф» в Лондоне, а затем весной того же года в Варшаве. Во время демонстраций, сделал серию красочных цветных фотографий предметов, а также представил цветные позитивы.
Профессиональные английские журналы «The British Journal of Photography» и «The Optican and Photographic Trades Rewiew» положительно отозвались о «хромографе» и его конструкторе. «Хромограф» был запатентован в Российской империи и Германии.
К сожалению, финансовые расходы связанные с конструкцией аппарата и покупкой оборудования для лаборатории привели Драца к
банкротству. Дальнейшая деятельность изобретателя была прервана его трагической смертью.
Наследники продали лицензию англичанам.